# Quốc hội Sri Lanka
Quốc hội Cộng hòa Xã hội chủ nghĩa Dân chủ Sri Lanka (tiếng Sinhala: ශ්‍රී ලංකා පාර්ලිමේන්තුව, đã Latinh hoá: Śrī Laṇkā Pārlimentuvā, tiếng Tamil: இலங்கை நாடாளுமன்றம், đã Latinh hoá: Ilaṅkai nāṭāḷumaṉṟam) là cơ quan lập pháp cao nhất của Sri Lanka, thực hiện chủ quyền nghị viện đối với những cơ quan nhà nước khác. Quốc hội Sri Lanka được tổ chức phỏng theo Quốc hội Vương quốc Liên hiệp Anh và Bắc Ireland. Quốc hội Sri Lanka khóa XVII họp lần đầu tiên vào ngày 21 tháng 11 năm 2024.
Quốc hội gồm 225 nghị sĩ Quốc hội được bầu theo hệ thống đại diện tỷ lệ theo nguyên tắc phổ thông đầu phiếu. Nhiệm kỳ của mỗi khóa Quốc hội là năm năm.

## Lịch sử

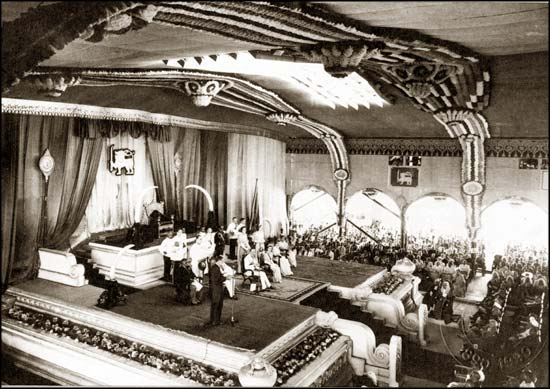
Lễ khai mạc Quốc hội khóa I tại Quảng trường Độc lập do Vương tử Henry, Công tước xứ Gloucester chủ trì với sự chứng kiến của D. S. Senanayake, thủ tướng Sri Lanka đầu tiên.

Sau cuộc bầu cử Quốc hội năm 2015, Đảng Thống nhất Quốc gia và Đảng Tự do Sri Lanka ký một biên bản ghi nhớ thiết lập một chính phủ đoàn kết dân tộc nhằm giải quyết các vấn đề lớn còn tồn đọng sau khi Nội chiến Sri Lanka kết thúc, lần đầu tiên hai đảng lớn của Sri Lanka tham gia trong một chính phủ chung. Ranil Wickremesinghe, lãnh đạo Đảng Thống nhất Quốc gia, được bổ nhiệm làm thủ tướng. Chính phủ đoàn kết dân tộc tồn tan rã sau cuộc khủng hoảng hiến pháp năm 2018.

## Nhiệm vụ và quyền hạn
Nhà nước Sri Lanka được tổ chức theo hệ thống Westminster. Những nhiệm vụ và quyền hạn của  Quốc hội bao gồm làm luật, sửa đổi Hiến pháp, quyết định dự toán ngân sách nhà nước, chất vấn các bộ trưởng và giám sát hoạt động của chính phủ.

## Đặc quyền
Nghị sĩ Quốc hội được hưởng quyền miễn trừ pháp lý và các đặc quyền tương tự như nghị sĩ Quốc hội Vương quốc Anh, bao gồm quyền tự do ngôn luận và quyền không bị bắt giữ vì các vấn đề dân sự. Các báo cáo, tài liệu, kết quả biên bản, biểu quyết hoặc biên bản họp của Quốc hội được công bố. Quốc hội và ủy ban của Quốc hội có quyền triệu tập người ra điều trần trước Quốc hội và yêu cầu xuất trình hồ sơ, tài liệu trước Quốc hội hoặc ủy ban của Quốc hội.

## Bầu cử
Trong số 225 nghị sĩ Quốc hội, 196 nghị sĩ được bầu từ 22 khu vực bầu cử nhiều thành viên, 29 nghị sĩ được bầu từ liên danh toàn quốc được phân bổ cho các đảng (và các nhóm chính khách độc lập) theo tỷ lệ số phiếu bầu toàn quốc của mỗi đảng.

## Trụ sở

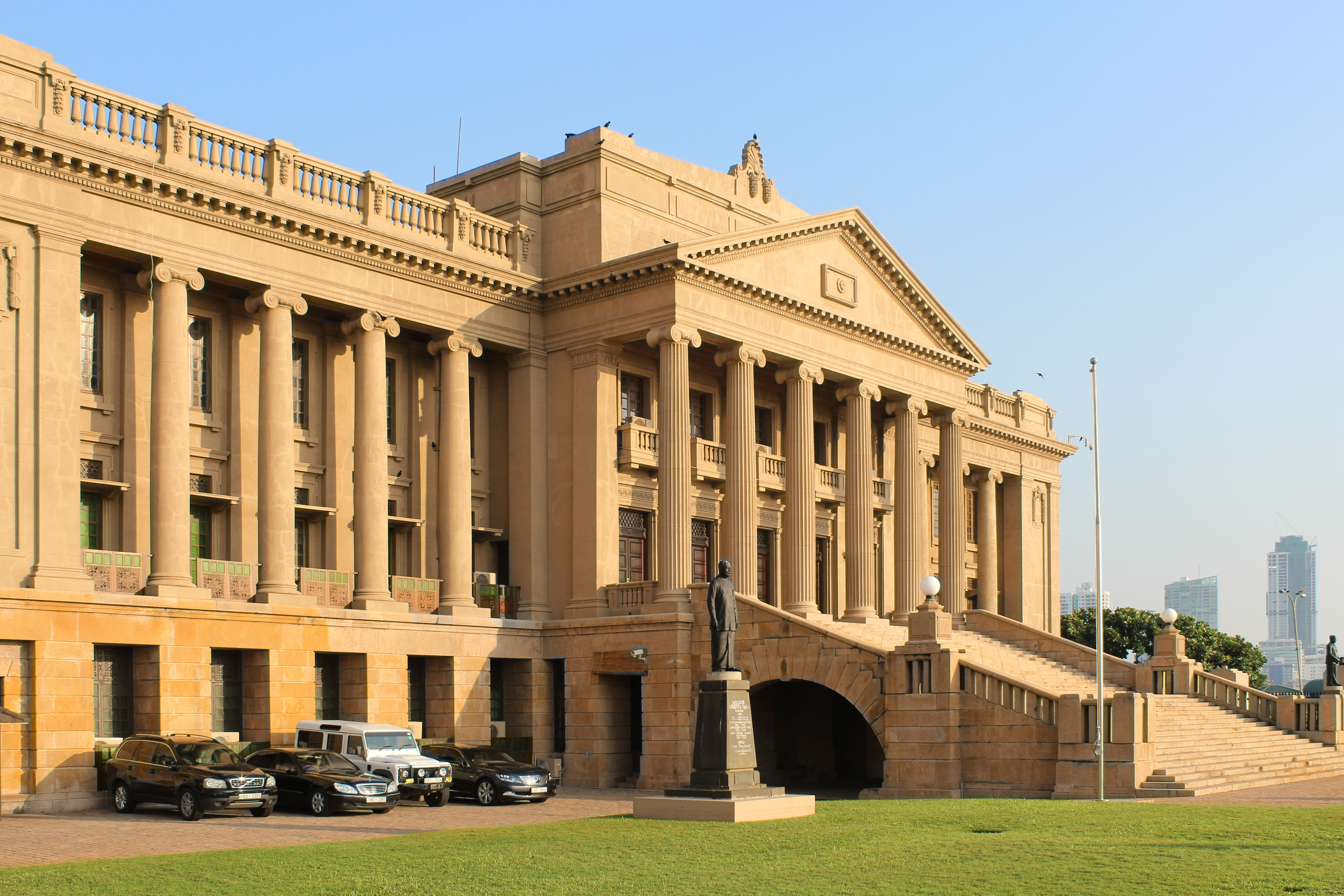
Tòa nhà Quốc hội cũ, hiện tại là Văn phòng Tổng thống Sri Lanka

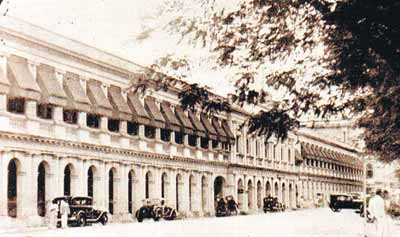
Tòa nhà Hội đồng Lập pháp cũ, hiện tại là trụ sở Bộ Ngoại giao.

Ngày 4 tháng 7 năm 1979, Quốc hội phê chuẩn đề án xây dựng Tòa nhà Quốc hội mới của Thủ tướng Ranasinghe Premadasa. Tòa nhà Quốc hội nằm trên một hòn đảo có diện tích 5 ha ở Sri Jayawardenepura Kotte, cách Colombo khoảng 16 kilômét (9,9 mi) về phía đông. Hòn đảo này là nơi tọa lạc cung điện của vị đại thần quyền lực Nissaka Alakesvara của Vua Vikramabahu III và từng thuộc sở hữu của E. W. Perera trước khi được giao lại cho nhà nước.
Kiến trúc sư Deshamanya Geoffrey Bawa thiết kế Tòa nhà Quốc hội. Ngày 29 tháng 4 năm 1982, Tòa nhà Quốc hội mới được Tổng thống J. R. Jayewardene khánh thành.